# Décès en 946
Décès
- 942
- 943
- 944
- 945
- 946
- 947
- 948
- 949
- 950

Cette page dresse une liste de personnalités mortes au cours de l'année 946 :
- 26 ou 29 janvier : Édith d'Angleterre, princesse anglaise qui fut la première épouse de l'empereur Othon le Grand et donc reine de Francie orientale.
- mai : Marin II, pape.
- 19 mai : Al-Qaim bi-Amr Allah, second calife fatimide.
- 26 mai : Edmond Ier, roi d'Angleterre[1].
- juin : Guaimar II de Salerne, prince de Salerne.
- 24 juillet : Abû Bakr Muhammad ben Tughj al-Ikhchîd, gouverneur ikhchidide d’Égypte.

- Abu Bakr bin Yahya al-Suli, historien arabe (né en 873), auteur du Livre des vizirs et d’un livre sur les califes abbassides qu’il a connu.
- Jean de Rila, moine, fondateur du monastère de Rila et protecteur de la Bulgarie.
- Yeghishe Rechtouni, Catholicos de l'Église apostolique arménienne.
- As-Suli, ou Abū-Bakr Muhammad ben Yaḥyā aş-Şūlī, historien et un joueur d'échecs arabe.
- Ibrahim ibn Sinan ibn Thabit ibn Qurra, mathématicien et astronome.

## Crédit d'auteurs
- Cet article est partiellement ou en totalité issu de l'article intitulé « 946 » (voir la liste des auteurs).